# Apeadeiro de Gouvinhas

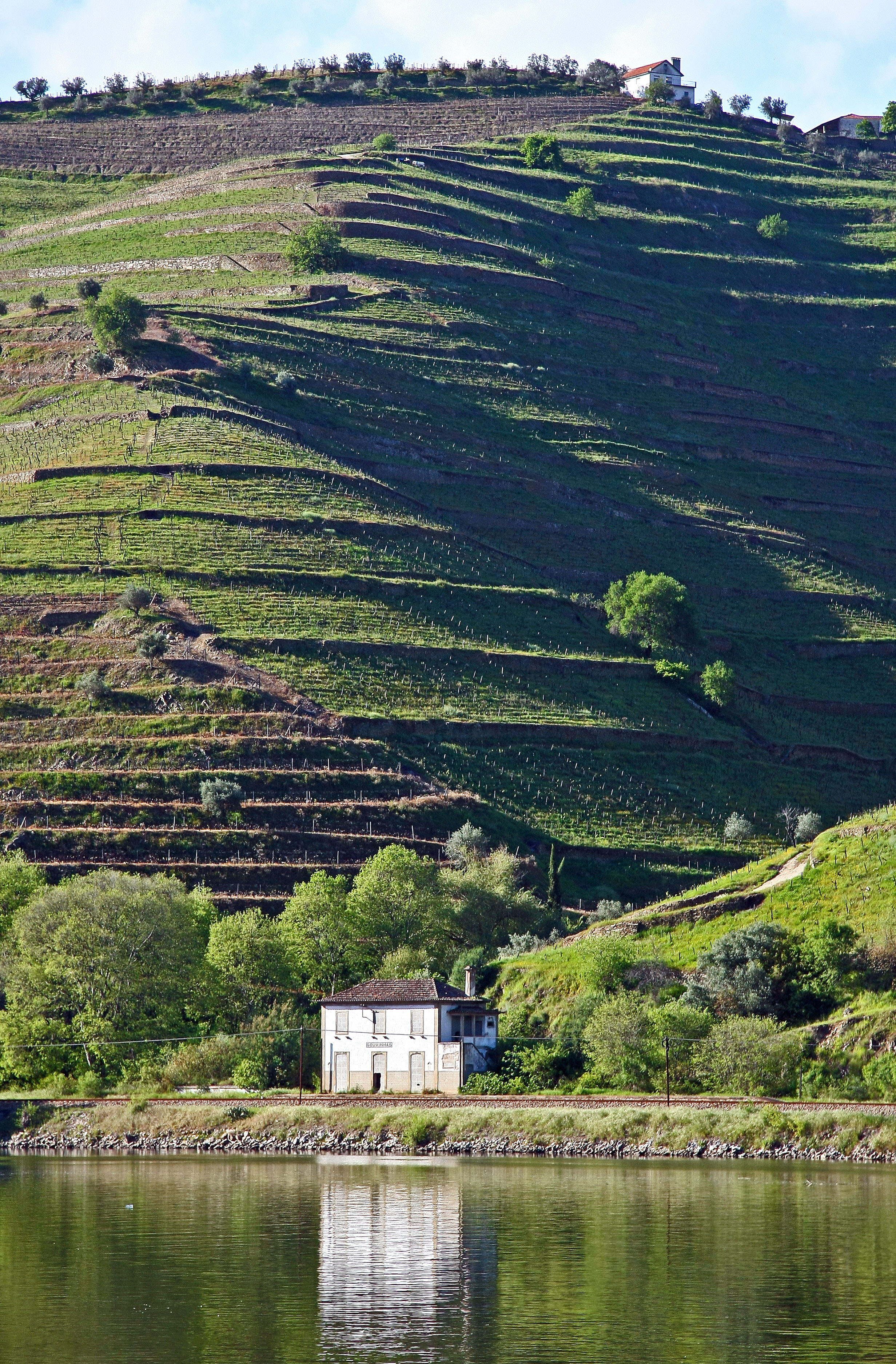
O antigo apeadeiro de Gouvinhas, em 2014

O Apeadeiro de Gouvinhas é uma infra-estrutura desactivada da Linha do Douro, que servia a localidade de Gouvinhas, no concelho de Sabrosa, em Portugal.

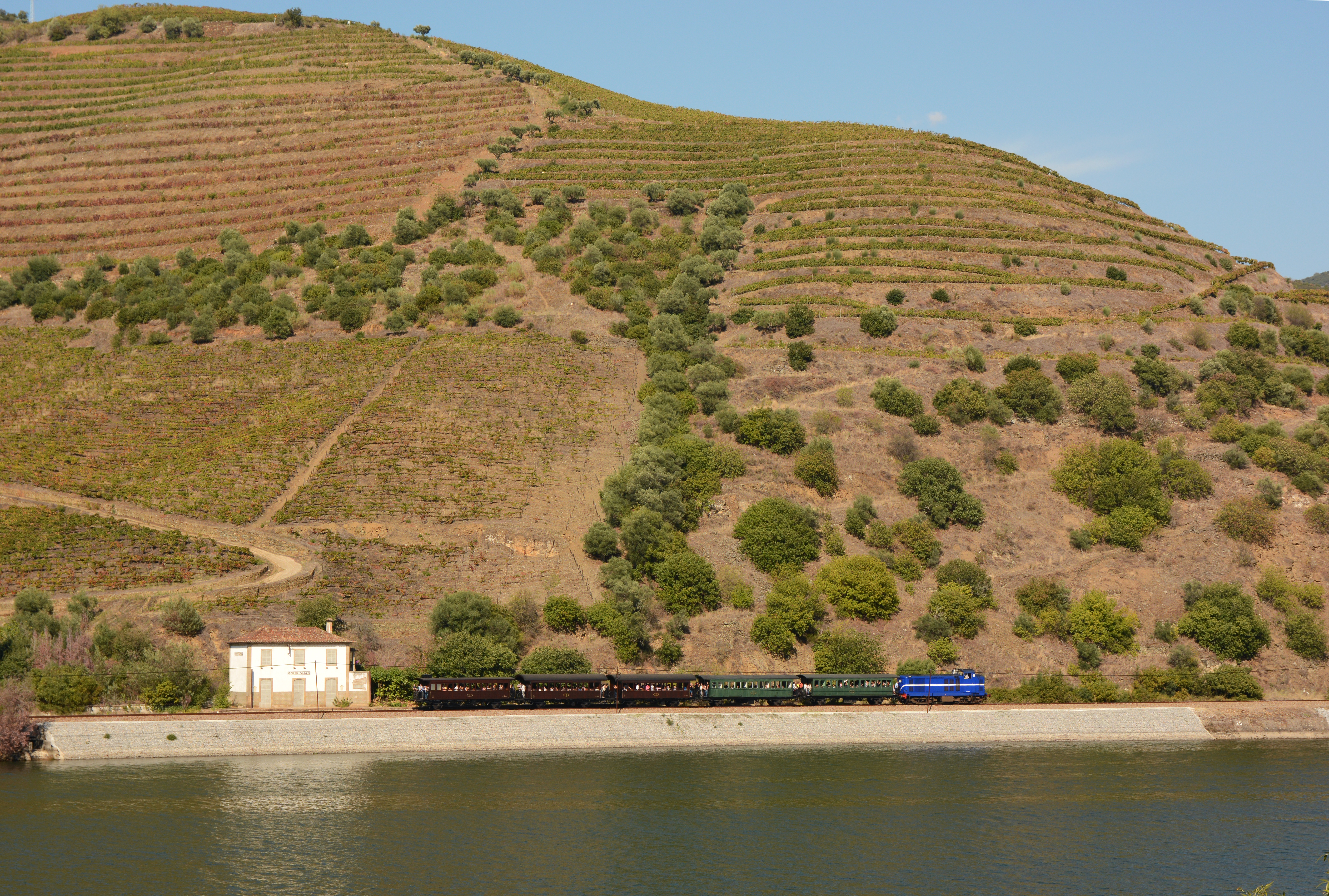
Comboio histórico do Douro a passar pelo antigo apeadeiro de Gouvinhas, em 2015

## História
Esta interface situa-se no lanço da Linha do Douro entre as estações de Régua e Ferrão, que foi aberto à exploração em 4 de Abril de 1880.
Em 1 de Dezembro de 1932, o visconde de Alcobaça publicou um artigo na Gazeta dos Caminhos de Ferro, onde descreveu o estado dos acessos rodoviários às estações e apeadeiros da Linha do Douro, tendo reportado que Gouvinhas não tinha acesso por estrada, apenas alguns caminhos de carros de bois.

Foi oficialmente eliminado da rede ferroviária em 20 de Outubro de 2011.